# Elizabeth Killigrew
Elizabeth Killigrew, viscountess Shannon, född 1622, död 1680, var en engelsk mätress. 
Hon blev uppmärksammad för det förhållande hon hade med kung Karl II av England, med vilken hon fick en dotter 1650, medan hon var hovfröken hos hans mor, Henrietta Maria, i Frankrike.